# Artimpaza pulchella
Artimpaza pulchella är en skalbaggsart som först beskrevs av J. Linsley Gressitt 1935.  Artimpaza pulchella ingår i släktet Artimpaza och familjen långhorningar.
Artens utbredningsområde är Taiwan. Inga underarter finns listade.